# Научно-производственное предприятие «Пульсар»

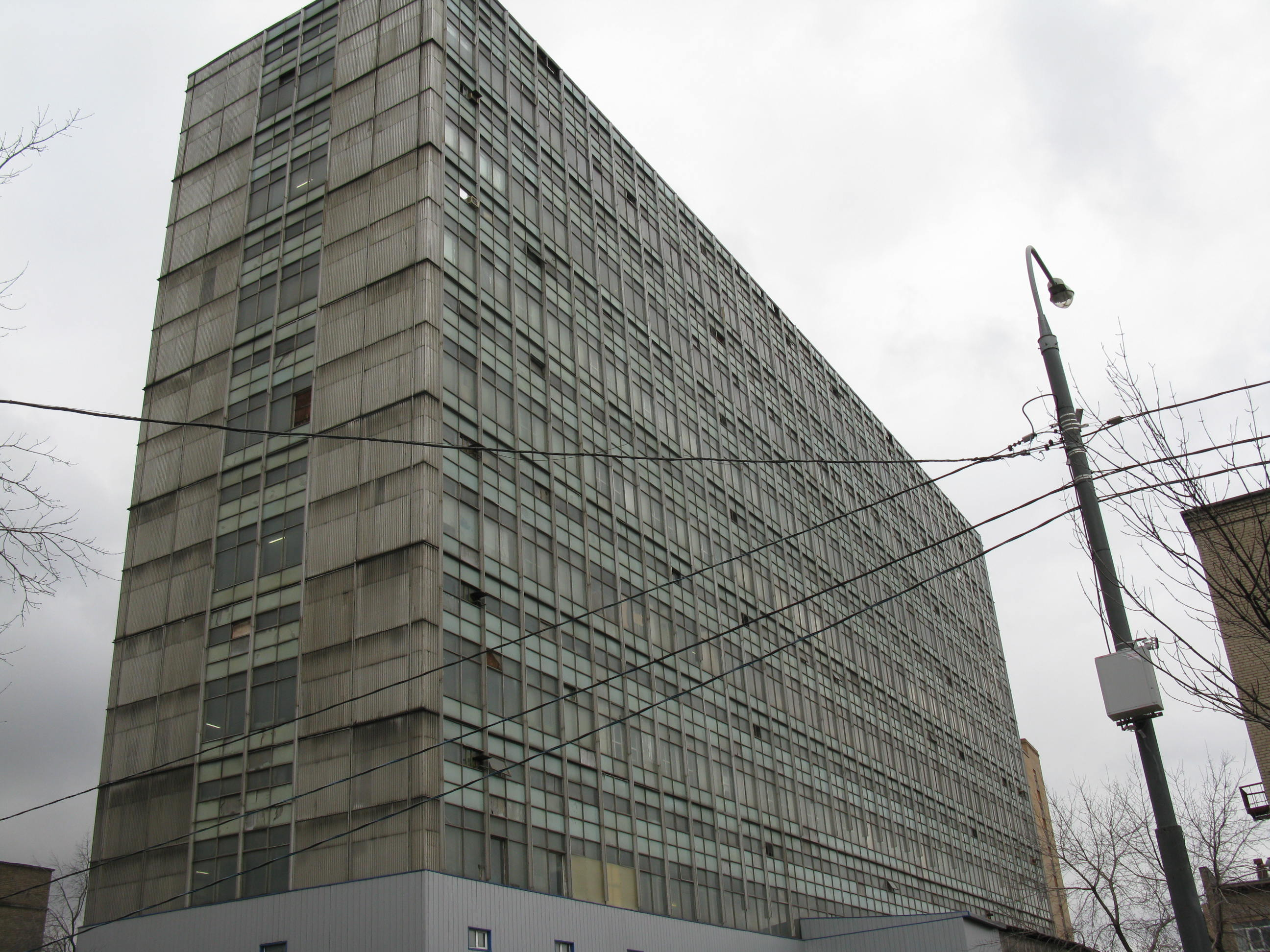
Производственный корпус предприятия

«Научно-производственное предприятие «Пульсар» (АО «НПП „Пульсар“», ранее — ФГУП НПП «Пульсар») – научно-производственный центр, специализирующийся на производстве изделий СВЧ-электроники на основе кремния, кремний-германия и широкозонных полупроводниковых материалов. Входит в состав холдинговой компании «Росэлектроника» Государственной корпорации «Ростех» 

## История
НПП «Пульсар» основан в 1953 году, постановлением Совета Министров СССР как первый в СССР отраслевой НИИ электронной промышленности для развития электроники в стране.
Первоначально целями образования НИИ были: разработка промышленных типов полупроводниковых приборов; проведение единой технической политики и создание научно-технической базы по разработке и внедрению полупроводниковых приборов, в первую очередь, транзисторов, в производство.
Вплоть до 1990-х годов предприятие занималось изготовлением полупроводниковых диодов и транзисторов. Именно в лаборатории СВЧ-диодов НИИ «Пульсар» под руководством В. М. Вальд-Перлова был разработан первый в СССР и в мире лавинно-пролётный диод.
Когда стало понятно, что заниматься исключительно элементной базой экономически нецелесообразно, был взят курс на интенсивное взаимодействие с радиотехническими фирмами.
Совместно с Лианозовским электромеханическим заводом (ЛЭМЗ) впервые в России созданы радиолокационные станции для систем управления воздушным движением на основе твердотельной СВЧ ЭБ собственной разработки и изготовления. Первая радиолокационная станция была закуплена аэропортом Домодедово.

## Продукция
В настоящее время АО «НПП «Пульсар» занимается разработкой и производством продукции по следующим направлениям:
- СВЧ твердотельная электроника
- Радиоэлектронные СВЧ-системы
- Транзисторная электроника
- Интегральные микросхемы
- Фотоэлектроника

## Руководство
Генеральный директор – Боровой Сергей Ефимович

## Завод «Пульсар»
«Государственный Завод «Пульсар» основан в июне 1953 года, по решению Правительства СССР, как предприятие по разработке и производству полупроводниковых приборов, материалов и технологий.
Сейчас «Пульсар» — один из ведущих  производителей дискретных  полупроводниковых приборов для оборонно-промышленного комплекса России.
АО «НПП «Пульсар» и государственный завод «Пульсар» — два разных юридических лица.
НПП «Пульсар» и завод «Пульсар» связывают тесные деловые отношения. По словам руководства НПП, приборы и технологии разрабатываются в НПП, а затем передаются для серийного производства на завод. Затем НПП покупает у завода готовые приборы и изготавливает сложные функциональные блоки.